# Christianisme en Dacie
Pour les articles homonymes, voir Dacie (homonymie).
Le christianisme en Dacie est un sujet d’histoire en controverse, en Roumanie, entre les historiens laïcs et ceux de l’Église orthodoxe roumaine. Pour les premiers, dont le chef de file a été feu le pr. Florin Constantiniu, les sources sont exclusivement l’archéologie, la paléographie, l’épigraphie, le lexique religieux, les auteurs antiques et de l’antiquité tardive : leur thèse est que la christianisation des populations locales, présumées ancêtres des Roumains, ne peut pas être démontrée avant le IVe siècle en Dobrogée et avant le VIIIe siècle dans le reste du pays, les quelques rares objets chrétiens trouvés au nord du Danube ne démontrant pas l’appartenance de leurs propriétaires à cette foi. Pour les seconds, dont le chef de file est le professeur Mircea Păcurariu, s’exprimant au nom de l’Église orthodoxe roumaine, l’historiographie ecclésiastique et les traditions orales sont à prendre en compte au même titre que les autres sources, et cela démontre que la christianisation de la Dacie est effective dès le IIIe siècle, en même temps que la conquête romaine, et que le christianisme, présent dès l’origine du peuple roumain, fait donc partie intégrante de son identité et ne saurait en être dissocié.

## Contexte
La Dacie, au temps du Christ, était un royaume thrace et polythéiste, incluant les actuelles Roumanie et Moldavie, ainsi que des parties de la Bulgarie, de la Hongrie et de l'Ukraine. Sous le règne de l'empereur Trajan et du roi dace Décébale (qui se suicide pour ne pas être capturé), la Dacie, vaincue, est partagée en deux : le sud-ouest devient une province romaine, tandis qu’au nord-est les Costoboces et les Carpes (d'où vient le nom des Carpates), des Daces restés libres, deviennent indépendants. La domination romaine dure de 109 et jusqu’en 271.
Selon la tradition de l’Église orthodoxe roumaine, l’évangélisation aurait été contemporaine de la conquête romaine, même si cette thèse n’est pas vérifiable par des sources historiques ou archéologiques. En Roumanie, l’Église orthodoxe est actuellement la principale organisation religieuse du pays, revendiquant comme fidèles 80 % des Roumains. Parmi les églises orthodoxes, c’est elle qui compte actuellement le plus grand nombre d’adeptes, après celle de Moscou qui regroupe les anciens états soviétiques. C’est aussi la seule Église orthodoxe majoritaire dans un pays de langue latine. Enfin, le premier millénaire de l’histoire roumaine tout entière souffre d’une pénurie de sources fiables, ce qui a laissé le champ libre à un courant historique très puissant, qui déborde largement le cadre de l’Église : le protochronisme, initié au XIXe siècle par des auteurs comme Bogdan Petriceicu Hasdeu ou Nicolae Densușianu, mais particulièrement encouragé par le « national-communisme » du régime communiste à l’époque de Ceaușescu.
Ces éléments sont à l’origine d’une historiographie particulière, postulant la permanence des croyants orthodoxes roumains tout au long de l’histoire roumaine, développée dans les facultés de théologie, mais que l’Académie roumaine considère être de la pseudohistoire. Pour ce qui précède le Xe siècle, les quelques objets chrétiens très anciens ne suffisent pas à renseigner l’histoire du christianisme dans l'actuelle Roumanie, qui demeure très mal connue. Si la christianisation de la Scythie mineure, patrie de Jean Cassien restée province romaine après 271 (et jusqu’au VIIe siècle) est attestée au IVe siècle et générale au VIe siècle, en revanche on n’a aucune preuve que le christianisme soit parvenu en Dacie romaine entre 109 et 271. La petite basilique de Sucidava (aujourd’hui Celei), probablement une tête de pont de l’Empire romain d'Orient, est la seule indubitable preuve de christianisme sur la rive gauche du Danube avant le VIIIe siècle. 

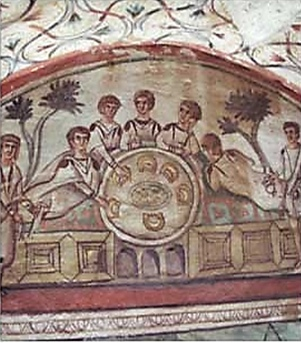
Cas emblématique de la controverse, ce caveau découvert le 25 février 1988 à Tomis (Scythie mineure) est considéré comme représentant une cène paléochrétienne par l’Église orthodoxe roumaine, alors que pour son découvreur Constantin Chera du Musée d’Archéologie de Constanța, l’absence de tout symbole spécifiquement chrétien permet seulement d’y voir une scène fraternelle et familiale.

## Les thèses de l'Église
L’historien Mircea Păcurariu, s’exprimant au nom de l’Église orthodoxe roumaine, affirme : « La fondation de notre Église a eu lieu à la Pentecôte, lorsque l'Esprit saint —avec un visage tel des langues de feu— est descendu sur les saints apôtres à Jérusalem ». Plus loin, il ajoute : « à juste titre, le christianisme roumain est à considérer “d’origine apostolique” ». Plus loin encore, on lit que « la romanisation et la christianisation ont été deux processus parallèles, à tel point qu'on peut dire que lorsque ces deux processus se sont achevés, est apparu dans l'histoire un nouveau peuple, le peuple roumain, avec une croyance nouvelle. Autrement dit, le peuple Roumain est né chrétien ». Enfin il considère que le rôle des missionnaires entre le IIIe et le Xe siècle aurait été d'« organiser l’Église et non de christianiser une population déjà chrétienne dès les IVe et Ve siècles, lorsque le peuple roumain s'est formé ».

### Arguments de l'Église sur l'origine apostolique
L’Église orthodoxe roumaine, par la voix de Mircea Păcurariu, se fonde sur ses propres traditions, sur les légendes populaires, roumaines et sur une tradition apocryphe évoquant la dispersion des apôtres dans toutes les directions, que cite au début du IVe siècle Eusèbe de Césarée : « Quant aux saints apôtres et disciples de notre Sauveur, ils étaient dispersés sur toute la terre habitée. Thomas, à ce que rapporte la tradition, obtint en partage le pays des Parthes, André la Scythie, Jean l’Asie mineure où il vécut : il mourut à Éphèse (...). Que faut-il dire de Paul qui, depuis Jérusalem jusqu'à l'Illyricum, a accompli l'Évangile du Christ et rendu enfin témoignage à Rome sous Néron ? C'est là ce qui est dit textuellement par Origène dans le troisième tome des Commentaires sur la Genèse. » (Eusèbe de Césarée, Histoire Ecclésiastique, Livre III, 1). Mircea Păcurariu semble se fonder sur l’Épître aux Romains (15,19), où l’apôtre Paul de Tarse affirme que « depuis Jérusalem, en rayonnant jusqu'à l’Illyrie, il a pleinement assuré l’annonce de l’Évangile du Christ ». En élargissant le périmètre à l’Illyrie très au-delà de tout ce que les sources indiquent, le Pr. Păcurariu considère que l’apôtre Paul s’est rendu en Dacie avant même son séjour à Rome avec son disciple Silvanus. L’apôtre André, lui aussi, aurait visité la Dacie peu de temps avant sa crucifixion au sud du Danube par les Romains. George Alexandru, autre auteur protochroniste, procède à l’inverse du Pr. Păcurariu en rétrécissant la vaste Scythie (en gros l’actuelle Ukraine) pour n’entendre par là que la Scythie mineure (actuelle Dobroudja roumaine) où, selon lui, l’apôtre André aurait passé 20 ans dans une grotte. Quant à ses successeurs Jean Cassien (360-435) et Denys le Petit (470-574), ils sont également censés avoir, avant leur départ, affermi le christianisme parmi les habitants de la Dacie.

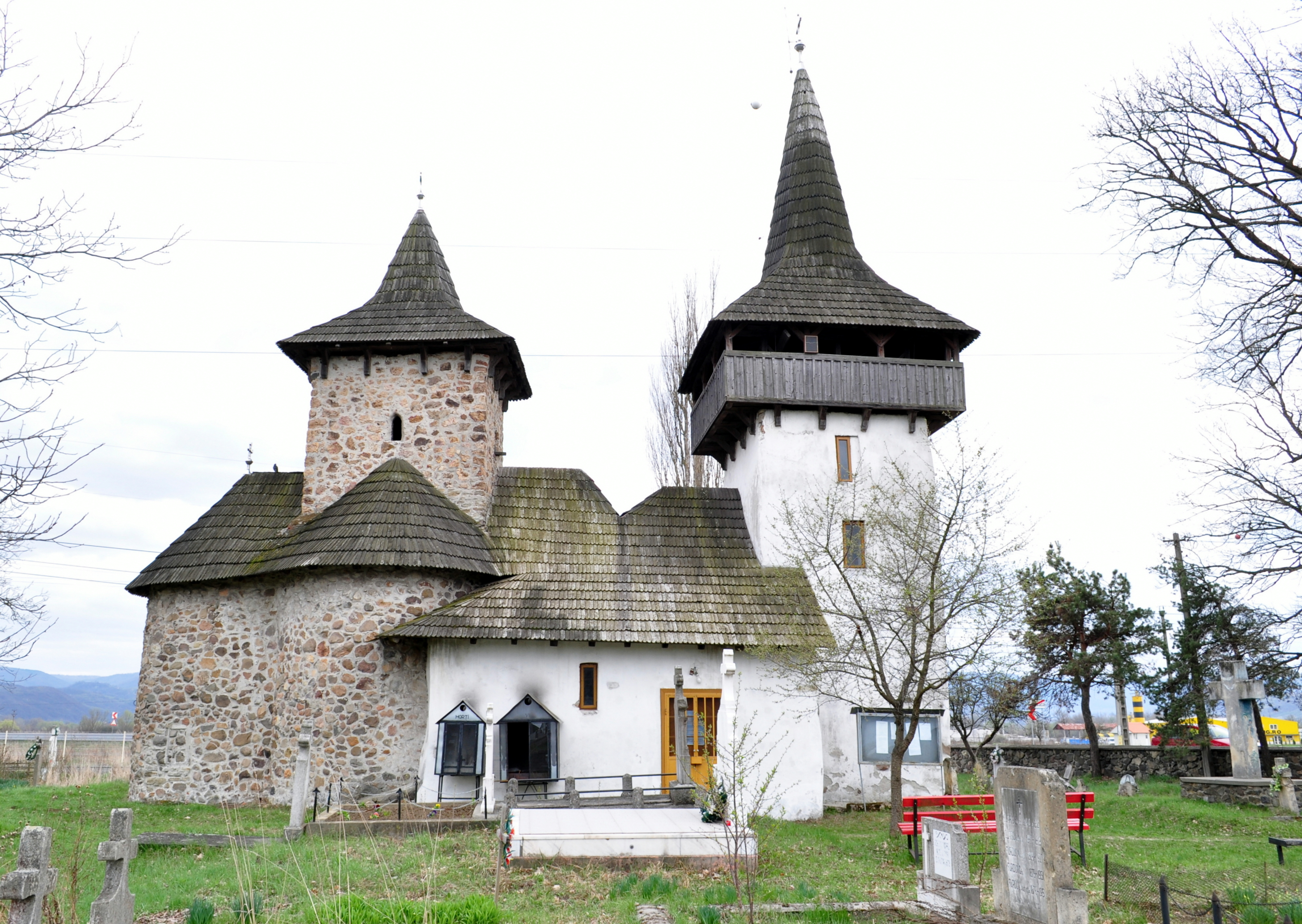
Ancienne église de Gurasada județ de Hunedoara construite au XIIIe siècle

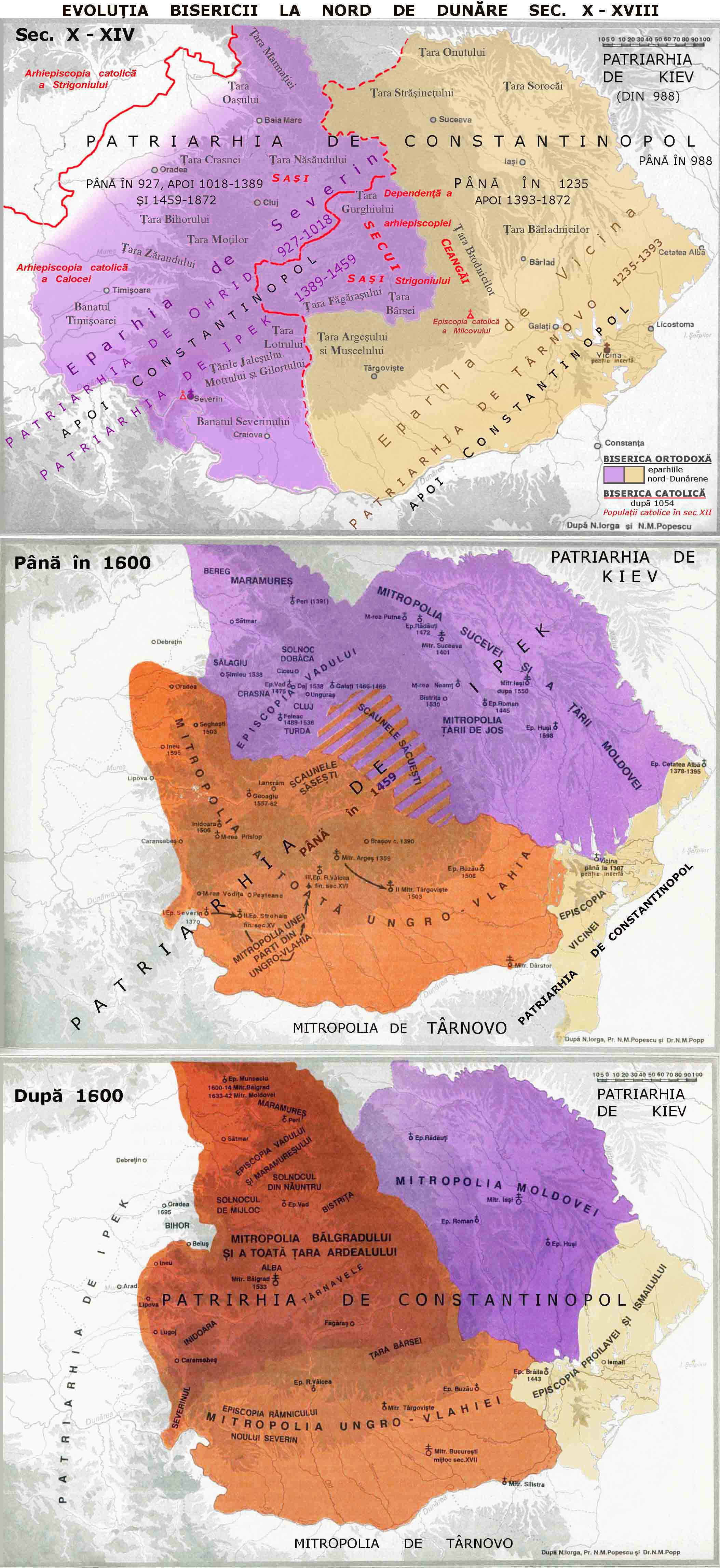
L'évolution des églises dans les pays roumains avant l'autocéphalie de l'Église orthodoxe roumaine, d'après Iorga, Popescu și Popp : après les éparchies initiales de Severin et Vicina, se développent les métropolies orthodoxes des pays roumains, tandis que l’église catholique développe les évêchés d'Esztergom et de Kalocsa à partir de la Hongrie (rouge : organisation et populations catholiques).

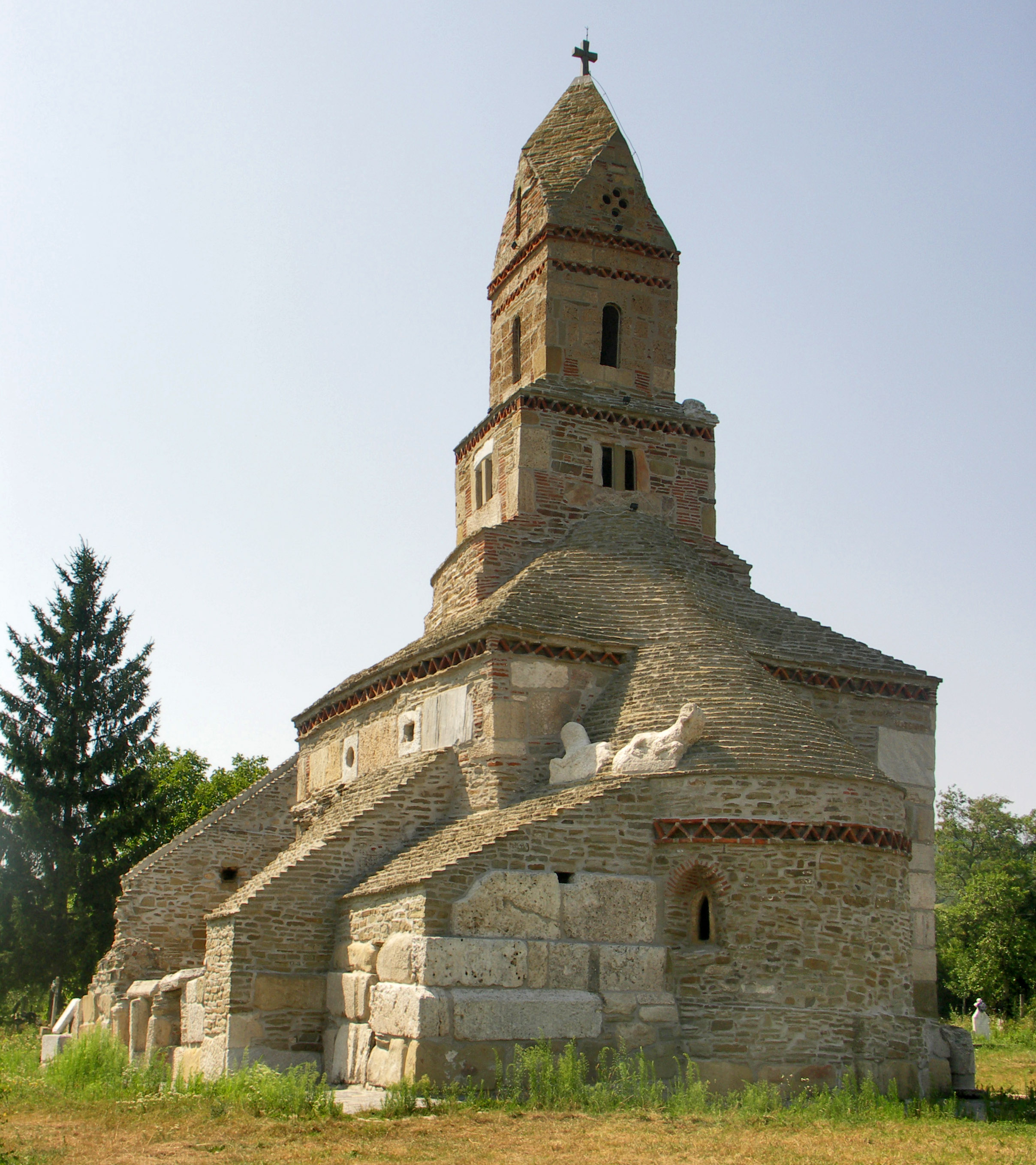
Ancienne église de Densuş, județ de Hunedoara, construite avant 1280 sur un sanctuaire dace.

Le Patriarcat d'Ohrid en 1020.

À l’appui de cette thèse, Tertullien, père de l’Église au IIe siècle, compte, dans une envolée lyrique de son Adversus Iudaeos, les Daces parmi les disciples du Christ : « Je le demande, en quel autre les nations ont-elles cru, sinon en Jésus-Christ, qui est déjà venu ? En quel autre ont cru les nations, Parthes, Mèdes, Élamites, et ceux qui habitent la Mésopotamie, l'Arménie, la Phrygie, la Cappadoce, le Pont, l'Asie, la Pamphylie, l'Égypte, cette partie de Libye qui est près de Cyrène et les étrangers venus de Rome ? En qui ont cru les Juifs qui habitaient Jérusalem et les autres nations, telles que les différentes races des Gétules, les frontières multipliées des Maures, les dernières limites des Espagnes, les nations des Gaules, les retraites des Bretons, inaccessibles aux Romains, mais subjuguées par le Christ ; les Sarmates, les Daces, les Germains, les Scythes, tant de nations cachées, tant de provinces, tant d'îles qui nous sont inconnues et que par conséquent il nous serait impossible d'énumérer ? »).
Mais à l’époque de sa rédaction (vers 200), cette énumération anachronique n’est qu’une formule rhétorique, dont l’interprétation littérale et sortie de son contexte, ne fait pas partie de la méthode scientifique. Même débat pour une pierre tombale du IIe siècle de Napoca portant l’inscription Sit tibi terra levis (« Que la terre te soit légère ») dédiée à un membre d’une guilde de marchands dont plusieurs portent des noms romains ou du Moyen-Orient, et interprétée comme une « preuve que le christianisme s'est répandu parmi les Romains de Dacie dès le IIe siècle ».

### Arguments à partir des traditions orales
L’apôtre André est mentionné dans de nombreuses légendes orales des traditions chrétiennes autour de la mer Noire, et le clergé orthodoxe de chaque pays a soigneusement veillé à ce que ces légendes fussent transmises de manière à étayer son passage respectivement en Bulgarie, Roumanie, Ukraine ou Russie. Des lieux où il aurait résidé et enseigné sont vénérés, et on fête chaque année, le 30 novembre, le jour de l'apôtre André. La nuit précédente, il convient de se méfier des strigoi (stryges) et des vârcolaques (vrykolakas). Les jeunes filles, pour échapper à ces mauvais esprits qui pourraient les vider de leur sang, accrochent de l'ail aux portes et fenêtres (c'est en tout cas plus ou moins efficace contre les moustiques). 
Par ailleurs, certaines colinde (chants de Noël) évoquent l’Empereur Ler, identifié par les protochronistes à Galère, d’origine dace par sa mère. Mais leru, leru (prononcé lérou, lérou), dont le lien avec Galérius ne peut être démontré, est un refrain commun à beaucoup de berceuses et de chansons laïques, un peu comme dondon, dondaine en français ; quant à Galère, empereur après la perte de la Dacie par Rome et persécuteur de chrétiens (son agonie est présentée par les pères de l'Église comme une punition divine), rien n’étaye la thèse des protochronistes roumains selon lesquels, quelques jours avant de mourir, il aurait autorisé, pour la première fois dans l’Empire, la pratique du christianisme en décrétant la liberté des cultes.

## Les thèses de l'Académie roumaine
Ion Barnea, historien du christianisme primitif sur le territoire roumain et archéologue membre de l’Académie roumaine, relève que beaucoup d’affirmations de l’Église sont contradictoires, donnent des avis tranchés sur des faits indémontrables, non étayés par l’archéologie ou les sources écrites, et s’appuient sur des postulats comme : « L’Église ne cherche pas la vérité : elle possède la vérité ». 
Aucune source historique ne permet de situer la création d’une Église organisée spécifiquement roumaine avant le XIVe siècle. On connaît avec précision la date de fondation des églises de Bulgarie (865), de Russie (988) ou de Hongrie (1001), mais pour les territoires de l’actuelle Roumanie au nord du Danube, on sait seulement que le patriarcat de Constantinople avait deux éparchies, l’une à Severin, l’autre à Vicina en Dobrogée. L’église roumaine est en effet une des rares Églises sans ordre : alors que les élites tengristes proto-Bulgares, Hongroises et Russes se sont convertis par ordre de leurs souverains, personne n’est venu ordonner aux Roumains ou à leurs élites d’adopter le christianisme par la force ou par la conversion d’un prince régnant. C’est précisément ce qui fait dire aux historiens orthodoxes que les Roumains étaient déjà chrétiens, mais les historiens et les archéologues laïcs répondent alors : « mais où ? où sont les églises, les calvaires, les tombes au nord du Danube ? pourquoi est-ce seulement au XIIe siècle que se produit une floraison de monastères et d’églises au nord du fleuve ? »

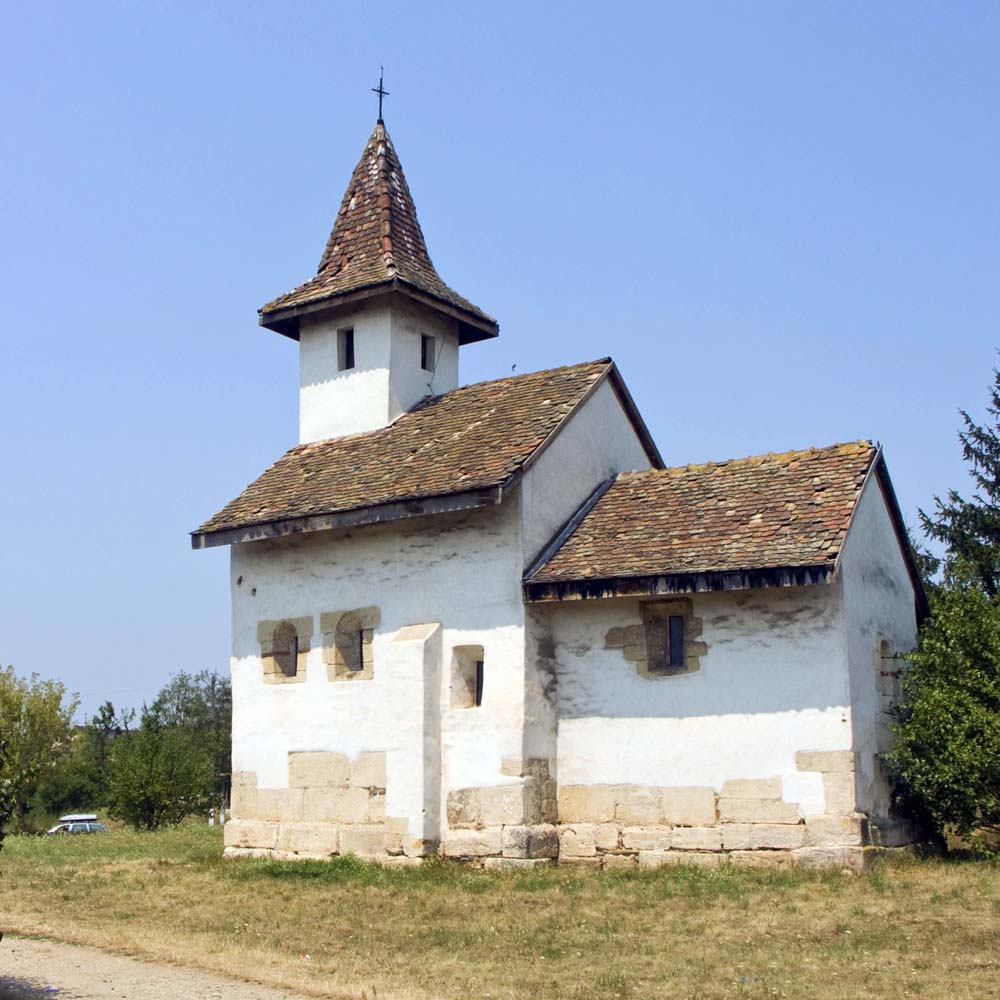
Ancienne église de Strei-Sângeorgiu, județ de Hunedoara, présentant une inscription de 1313 et des tombes datant du XIe siècle et XIIe siècle

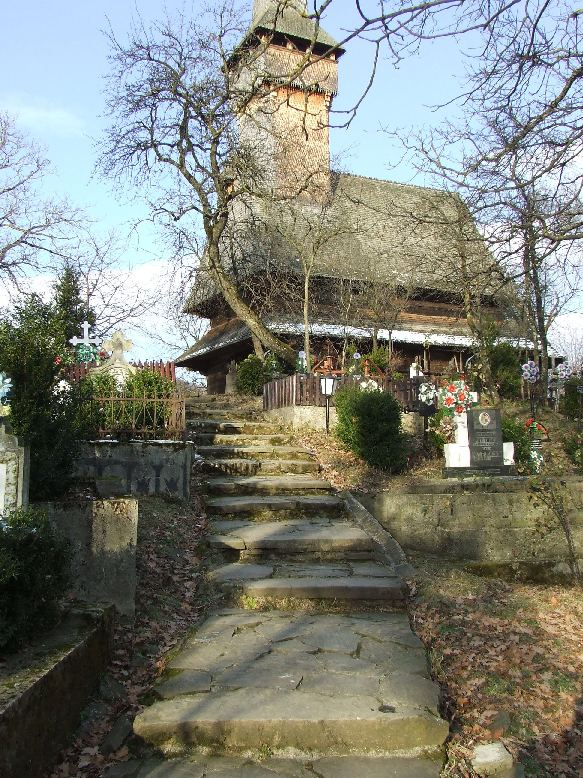
Ancienne église en bois de Deseşti, județ du Maramureș (inscrite au patrimoine mondial de l'UNESCO).

En fait, on trouve en Roumanie maritime (actuelle Dobrogée) et fluviale (le long du Danube) des traces de christianisme à partir du IVe siècle, avec un affaiblissement marqué entre le VIe et le Xe siècle. Cela correspond à la période des invasions qui, pour les ancêtres des Roumains, est un « âge pastoral » durant lequel ils ne construisirent qu’en bois, y compris les églises, comme cela se pratiquait encore au XVIIIe siècle dans la plupart des villages roumains. Le christianisme, comme les habitants, était alors épars : tandis que la population, alors mi-roumaine, mi-slave, vivait organisée en petites « Valachies » et « Sklavinies » sans grand royaume propre, l’Église, elle aussi, était dépourvue de Métropolie ou de Patriarcat, car les éparchies de Severin et de Vicina suffisaient à assurer le lien avec le patriarche de Constantinople (ou, selon les périodes, de Peč ou de Tarnovo), à travers des chorévêques (χωρεπισϰόποι : évêques itinérants), et sous le contrôle de perichorètes (περιχωρέτοι : responsables des régions périphériques de l’Empire).
Les chroniqueurs, à cette époque troublée, ne notaient pas le quotidien, la vie de ces modestes paysans et pasteurs, mais l’événementiel : les guerres, les conversions de souverains, les nouvelles invasions. Voilà pourquoi on sait bien plus de choses sur les royaumes dits « barbares » que sur l’existence des populations autochtones telles que les Grecs, les Albanais ou les Roumains (ces derniers, dits « Valaques ») qui, à l’époque, vivaient mélangées aux Slaves (et entre elles) dans toute l’étendue des Balkans et du bassin du bas-Danube, comme le prouve la linguistique des langues romanes orientales et des autres langues balkaniques.

### Période romaine tardive
Ainsi, on ne sait rien, au IVe siècle, de la religion des autochtones de la Dacie, mais on sait que Wulfila, de parents goth et grec, est un chrétien arien, qui considère que Dieu est unique et que le Christ n’a pas de nature divine. Wulfila enseigne, dans toute la Dacie où les Goths s’étaient établis, ce christianisme arien, populaire parmi les goths. Il traduit pour la première fois la Bible dans une langue germanique, le goth. L’ouvrage se répand partout où vivaient des Germains, de la Scandinavie à l’Espagne. Aucune distinction entre Goths et Daces libres (Carpes et Costoboces) n’est alors faite, et Wulfila prêche en goth, en latin et en grec. On ne connaît les Ariens qu’à travers la critique des églises trinitaires, d’où la sinistre réputation que les sources cléricales ont diffusé à leur sujet, mais le christianisme arien était populaire, sans clergé, et sa liturgie, chantée et dansée, était ouverte aux femmes, un trait que l’église trinitaire a aboli, mais qui, selon les protochronistes, perdurerait dans le christianisme roumain populaire. En fait, les prérogatives traditionnelles des femmes par rapport aux rituels de mariage et d’enterrement sont les mêmes en Roumanie qu’en Grèce ou chez les Slaves, et rien ne les relie à l’Arianisme. Il n’est pas démontrable que le contact entre Goths ariens et Thraco-romains, ait laissé des traces dans le christianisme populaire roumain. Cela peut laisser supposer, mais seulement supposer un début de christianisation pendant la période des invasions, au IVe siècle, alors que les Goths occupaient le territoire nord-Danubien.

### Période slave
À travers les ouvrages et les interviews du pr. Păcurariu, l’Église orthodoxe roumaine admet le recul historique du christianisme dans les Balkans lors des invasions slaves au début du VIe siècle, mais pour affirmer, sans preuve, que ces invasions auraient anéanti une organisation préexistante de l’Église en Dacie et coupé les liens entre les chrétiens nord-Danubiens et Byzance. Selon elle, le processus de christianisation est complet à cette époque et les envahisseurs successifs (Goths, Gépides, Avars, Slaves, Bulgares, Hongrois) auraient reçu le christianisme des populations roumaines, présentées comme un îlot chrétien qui franchit les siècles hors de l’influence du patriarche de Constantinople et de celle de Rome. Les historiens laïcs, eux, parlent d’une re-christianisation opérée au VIIe siècle par les missionnaires envoyés par Byzance : Cyrille et Méthode, qui convertissent les slaves. Le paganisme des slaves explique, selon eux, que les chansons de Noël roumaines, les colinde, contiennent des éléments païens comme le culte du soleil, la purification lors du Nouvel An et d’autres : ce sont donc les nouveaux arrivants qui ont influencé les autochtones, plutôt que le contraire (ce que confirme la linguistique).
Les populations slaves massivement installées entre l’actuelle Roumanie et Byzance, nouvellement converties au christianisme (fondation de l'Église bulgare en 865), vont servir de lien entre les roumanophones et Constantinople : l’organisation ecclésiastique orthodoxe se fera sous l’égide bulgare, d’autant que le premier État bulgare recouvre aussi les territoires des actuelles Roumanie et Moldavie. Dans toutes les églises orthodoxes roumaines après le Xe siècle, les rites vont se dérouler en langue slavonne, qui sera aussi, au début, la langue des Joupanats orthodoxes transylvains et la langue d’État des voïvodats de Marmatie, Moldavie, Valachie et Dobrogée. C’est pourquoi, alors que le lexique religieux roumain de base reste latin, le vocabulaire liturgique et organisationnel est plutôt grec ou slavon.
Au IXe siècle, la Vita Methodii (« La vie de saint Méthode », texte médiéval) relate que les frères Cyrille et Méthode en mission chez les Moraves y auraient rencontré d’autres missionnaires « grecs, valaques et allemands » (863), mais ce texte est controversé. L’empereur Basile II a reorganisé au début du XIe siècle, L'archevêché d'Ohrid, et parmi ses éparchies figure celui de Tibiscum (aujourd’hui le Timiș en Roumanie). Il existe aussi une liste, élaborée sous le basileus Alexis II Comnène, au XIe siècle, qui mentionne pour ce même patriarcat un évêché « valaque » à Vreanoti (aujourd'hui Vranje).
Avec l’émergence au XIVe siècle des principautés de Valachie (1330) et de Moldavie (1359), les éparchies de Severin et de Vicina disparaissent, tandis que les chorévêques et les perichorètes laissent place (ou deviennent) des Métropolites : le premier métropolite de Valachie sera, très logiquement, Hyacinthe de Vicina.

## Sources
1. ↑  Florin Constantiniu, Une histoire sincère du peuple roumain, éd. Univers Enciclopedic 2012
2. 1 2  « (lien) » (archivé sur Internet Archive)
3. ↑  La « Grande Église » du premier millénaire, à laquelle se réfèrent les théologiens roumains (), est une pentarchie qui ne connaît ni direction unique (elle compte cinq Patriarches à Jérusalem, à Rome, à Constantinople, à Antioche et à Alexandrie), ni célibat des prêtres, ni purgatoire, et le Saint-Esprit provient seulement de Dieu, non du Christ, ce qui implique que Dieu peut sauver toute âme humaine, chrétienne ou non, et que toute âme est sacrée : il n'est dont pas question de convertir qui que ce soit par force, et il n'y a ni inquisition, ni expansion militaire du christianisme. Après la séparation des Églises d'Orient et d'Occident, l'Occident chrétien connaît 14 conciles supplémentaires et de profondes évolutions théologiques et canoniques, alors que les quatre Patriarches d'Orient restent conformes à la théologie des sept premiers conciles (« symbole de Nicée ») et au droit canon du premier millénaire chrétien, formant l'Église orthodoxe, qui compte aujourd'hui une vingtaine de Patriarcats dont celui de Roumanie.
4. ↑  Lucian Boia, Istorie și mit în conștiința românească („Histoire et mythe dans la conscience collective roumaine”) Humanitas, Bucarest 1997
5. ↑  Expression de l'historienne française Catherine Durandin.
6. ↑  Dimitri Kitsikis, La Montée du national-bolchevisme dans les Balkans, Avatar, Paris, 2008 ; Mircea Martin, La culture roumaine écartelée entre communisme et nationalisme (II), Revista 22 n° 44 (660)/XIII, octobre-novembre 2002
7. ↑  George Alexandru, L’étonnant voyage missionnaire de l'apôtre André, in: Route d'Emmaus, Vol. V, No. 4, pp.43-45
8. ↑  Mircea Păcurariu- Sfinți daco-români și români, éd. de la Métropolie de Bucovine et Moldavie, Iași 1994
9. ↑  Florin Dobrei Bisericile ortodoxe hunedorene, éd. Eftimie Murgu, Reșița, 2011.
10. ↑  Tertullien, Adversus Iudaeos, 7 sur Tertullien-Œuvres 3: Contre les Juifs (Adversus Judaeos)
11. ↑  Petre P. Panaitescu, Istoria Românilor ("Histoire des Roumains"), Bucarest 1942.
12. ↑  G. Mihăilă, Studii de lingvistică și filologie, éd. Facla, Timișoara, 1981, p.10.
13. ↑  René Boustan, Les relations roumano-hongroises dans la perspective de la construction européenne, p. 71
14. ↑  Ioan Aurel Pop, Istoria Transilvaniei medievale, Presa Universitară Clujeană, 1997.
15. ↑  Stelian Brezeanu, O istorie a Bizanțului, éd. Meronia, Bucarest, 2005, p. 191.
16. ↑  H. Gelzer, Ungedruckte…, în „Byzantinische Zeitschrift”, nr. 1, 1892, p. 256-257.